# Cloud 9 (Jamiroquai)
Cloud 9 is een nummer van de Britse funkband Jamiroquai uit 2017. Het is de tweede single van hun achtste studioalbum Automaton.
Het dansbare nummer werd vooral een hit in Frankrijk en Spanje. In Nederland wist het nummer geen hitlijsten te behalen, terwijl het in Vlaanderen de 9e positie in de Tipparade bereikte.